# フレディ・グアリン
フレディ・アレハンドロ・グアリン・バスケス（Fredy Alejandro Guarín Vásquez 1986年6月30日 - ）は、コロンビア・ボヤカ県プエルト・ボヤカ出身の元同国代表サッカー選手。ポジションはミッドフィールダー。

## クラブ経歴

### キャリア初期
2004年にコロンビアのエンビガドFCでプロデビューし、2005年にアルゼンチンのボカ・ジュニアーズにレンタル移籍。翌年8月にはフランスのASサンテティエンヌにレンタル移籍した。

### ポルト
2008年7月10日、ポルトガルのFCポルトに完全移籍で加入。2010-11シーズンにはアンドレ・ヴィラス・ボアス監督の下でスーペル・リーガ、UEFAヨーロッパリーグ、タッサ・デ・ポルトガルの三冠制覇に貢献。SCブラガを相手にしたEL決勝ではラダメル・ファルカオの決勝点につながるクロスを上げた。

### インテル
2012年1月、セリエAのインテルナツィオナーレ・ミラノに買い取りオプション付きのレンタル移籍で加入。怪我のためデビューは4月1日のジェノアCFC戦まで遅れたが、リーグ戦終盤の6試合に出場。シーズン終了後インテルはオプションを行使し、ポルトに移籍金1100万ユーロ（約11億2000万円）を支払った。インテルとグアリンの契約は2016年までの4年間で、年俸は210万ユーロ（約2億1000万円）。
2012年8月30日のヨーロッパリーグ、FCヴァスルイ戦でインテル移籍後初ゴール。2012年10月31日サンプドリア戦でリーグ戦初ゴール、10月4日のELネフチ・バクー戦ではチームが挙げた3ゴールをすべてアシストする活躍で勝利に貢献した。
2013-14シーズン、背番号を14番から13番に変更。2014年1月にはマンチェスター・ユナイテッドFCやチェルシーFC、ユヴェントスFCへの移籍が浮上。特にポルト時代にも獲得に関心を示していたユヴェントスはミルコ・ヴチニッチとのトレードで交渉成立がほぼ確定だったものの、インテルファンからの反発を恐れたインテル会長エリック・トヒルが移籍交渉の中断を指示したため白紙に戻った。

### 上海申花
2016年1月27日、中国・スーパーリーグの上海緑地申花へ完全移籍することが発表された。
2017年6月30日、クラブとの契約を2年間延長した。
2019年7月16日、退団することを発表した。中国スーパーリーグでは83試合に出場し23ゴール21アシスト、AFCチャンピオンズリーグでも5試合に出場し1ゴール1アシストを記録。公式戦通算100試合に出場し28ゴール22アシストを記録して、去る事となった。なお、契約満了を迎える前に双方合意の下でフリーとなった。

### ヴァスコ・ダ・ガマ
2019年9月27日、ブラジル・セリエAのCRヴァスコ・ダ・ガマに加入する。翌年9月18日、クラブとの契約を解除した。

### ミジョナリオス
2021年1月よりミジョナリオスFCと契約し、約17年振りに母国へ復帰することとなった。
2021年4月、家族への暴行疑惑によりコロンビアで逮捕された。

## 代表経歴
2006年5月24日、エクアドル戦でコロンビア代表デビュー。2005 CONCACAFゴールドカップ、コパ・アメリカ2011、および2014 FIFAワールドカップのメンバーにも選ばれた。

## プレースタイル
複数のシステムに対応できる万能なミッドフィールダーで、得点力にも富む。

## 個人成績
| クラブ               | リーグ                   | シーズン | 国内リーグ | 国内リーグ | 国内カップ | 国内カップ | 国内リーグカップ | 国内リーグカップ | 国際カップ | 国際カップ | 通算 | 通算 |
| クラブ               | リーグ                   | シーズン | 出場       | 得点       | 出場       | 得点       | 出場             | 得点             | 出場       | 得点       | 出場 | 得点 |
| -------------------- | ------------------------ | -------- | ---------- | ---------- | ---------- | ---------- | ---------------- | ---------------- | ---------- | ---------- | ---- | ---- |
| アトレティコ・ウイラ | カテゴリア・プリメーラA  | 2002     | 5          | 0          | –          | –          | –                | –                | –          | –          | 5    | 0    |
| アトレティコ・ウイラ | カテゴリア・プリメーラA  | 通算     | 5          | 0          | –          | –          | –                | –                | –          | –          | 5    | 0    |
| エンビガド           | カテゴリア・プリメーラA  | 2003     | 5          | 0          | –          | –          | –                | –                | –          | –          | 5    | 0    |
| エンビガド           | カテゴリア・プリメーラA  | 2004     | 23         | 3          | –          | –          | –                | –                | –          | –          | 23   | 3    |
| エンビガド           | カテゴリア・プリメーラA  | 2005     | 10         | 1          | –          | –          | –                | –                | –          | –          | 10   | 1    |
| エンビガド           | カテゴリア・プリメーラA  | 通算     | 38         | 4          | –          | –          | –                | –                | –          | –          | 38   | 4    |
| ボカ・ジュニアーズ   | プリメーラ・ディビシオン | 2005-06  | 2          | 0          | –          | –          | –                | –                | –          | –          | 2    | 0    |
| ボカ・ジュニアーズ   | プリメーラ・ディビシオン | 通算     | 2          | 0          | –          | –          | –                | –                | –          | –          | 2    | 0    |
| サンテティエンヌ     | リーグ・アン             | 2006-07  | 18         | 1          | –          | –          | –                | –                | –          | –          | 18   | 1    |
| サンテティエンヌ     | リーグ・アン             | 2007-08  | 18         | 0          | –          | –          | –                | –                | –          | –          | 18   | 0    |
| サンテティエンヌ     | リーグ・アン             | 通算     | 36         | 1          | –          | –          | –                | –                | –          | –          | 36   | 1    |
| ポルト               | プリメイラ・リーガ       | 2008-09  | 15         | 1          | –          | –          | –                | –                | 3          | 0          | 18   | 1    |
| ポルト               | プリメイラ・リーガ       | 2009-10  | 19         | 4          | –          | –          | –                | –                | 7          | 0          | 26   | 4    |
| ポルト               | プリメイラ・リーガ       | 2010-11  | 22         | 5          | –          | –          | –                | –                | 14         | 5          | 36   | 10   |
| ポルト               | プリメイラ・リーガ       | 2011-12  | 7          | 1          | –          | –          | –                | –                | 3          | 0          | 10   | 1    |
| ポルト               | プリメイラ・リーガ       | 通算     | 63         | 11         | –          | –          | –                | –                | 27         | 5          | 90   | 16   |
| インテル             | セリエA                  | 2011-12  | 6          | 0          | –          | –          | –                | –                | –          | –          | 6    | 0    |
| インテル             | セリエA                  | 2012-13  | 32         | 4          | 3          | 2          | –                | –                | 12         | 4          | 47   | 10   |
| インテル             | セリエA                  | 通算     | 38         | 4          | 3          | 2          | –                | –                | 12         | 4          | 53   | 10   |
| 通算                 | 通算                     | 通算     | 182        | 20         | 3          | 2          | –                | –                | 39         | 9          | 224  | 31   |

## 代表歴

### 出場大会
- コロンビア代表
  - 2014 FIFAワールドカップ

### 試合数
- 国際Aマッチ 57試合 4得点（2006年-2015年）[13]

| コロンビア代表 | 国際Aマッチ | 国際Aマッチ |
| 年             | 出場        | 得点        |
| -------------- | ----------- | ----------- |
| 2006           | 5           | 0           |
| 2007           | 1           | 0           |
| 2008           | 10          | 0           |
| 2009           | 8           | 0           |
| 2010           | 1           | 0           |
| 2011           | 11          | 2           |
| 2012           | 3           | 0           |
| 2013           | 8           | 1           |
| 2014           | 6           | 1           |
| 2015           | 4           | 0           |
| 通算           | 57          | 4           |

## タイトル
ボカ・ジュニアーズ
- プリメーラ・ディビシオン : 2005-06A, 2005-06C

ポルト
- プリメイラ・リーガ : 2008-09, 2010-11
- タッサ・デ・ポルトガル : 2008-09, 2009-10, 2010-11
- スーペルタッサ・カンディド・デ・オリベイラ : 2009, 2010
- UEFAヨーロッパリーグ : 2010-11

上海申花
- 中国FAカップ : 2017